# Nagrada hrvatskog glumišta za najbolji praizvedeni suvremeni hrvatski dramski tekst ili najbolja dramatizacija, adaptacija, dramaturška obrada teksta ili dramaturgija predstave
Popis dobitnika Nagrade hrvatskog glumišta u kategoriji najboljeg praizvedenog suvremenog hrvatskog dramskog teksta ili najbolje dramatizacije, adaptacije, dramaturške obrade teksta ili dramaturgije predstave. Kategorija je ustanovljena 2009. godine, a slična kategorija postojala je i 1998. godine. 
1998./1999. Filip Šovagović

2009./2010. Olja Lozica

2010./2011. Jelena Kovačić i Anica Tomić

2011./2012. Ivor Martinić

2012./2013. Mate Matišić

2013./2014. Goran Ferčec

2014./2015. Ana Prolić

2015./2016. Tena Štivičić

2016./2017. Ivica Boban i Hrvoje Ivanković

2017./2018. Ozren Prohić

2018./2019. Ana Marija Veselčić

2019./2020. Ivor Martinić

2020./2021. Tomislav Zajec

2021./2022. Ivan Vidić

2022./2023. Ana Tonković

2023./2024. Mate Matišić